# Andrew Schulz
Andrew Cameron Schulz (n. 30 octombrie 1983, New York City, New York, SUA) este un comedian american, actor, producător de televiziune și podcaster. Acesta este cunoscut pentru spectacolele sale de stand-up comedy și contribuțiile la serialul Guy Code⁠(d) de la MTV2, respectiv la podcasturile Flagrant și The Brilliant Idiots⁠(d). Primul său show Netflix⁠(d) - intitulat Schulz Saves America - a avut premiera pe 17 decembrie 2020. De asemenea, a apărut în serialele Benders⁠(d) și Sneaky Pete⁠(d).

## Biografie
Schulz s-a născut la 30 octombrie 1983 în New York, fiul lui Sandra Cameron, dansatoare profesionistă de origine scoțiană, și al lui Larry Schulz, reporter și veteran de război de origine germană și irlandeză născut în Chicago, Illinois. Părinții săi au fost proprietarii Centrului de dans Sandra Cameron din Lower Manhattan⁠(d) timp de trei decenii. A crescut în East Village, Manhattan⁠(d) și a studiat în cadrul următoarelor școli publice newyorkeze⁠(d): Școala primară Lillie Devereaux Blake⁠(d) și Gimnaziul Robert F. Wagner din cartierul Upper East Side, respectiv Baruch College Campus High School⁠(d) din Kips Bay⁠(d).
Schulz a urmat Universitatea din California⁠(d) din Santa Barbara, California și a absolvit cu un diplomă de licență⁠(d) în psihologie.

## Cariera
A început să susțină spectacole de stand-up comedy în timpul facultății în California. Era adesea invitat la Comedy Village și a debutat la Festivalul de comedie din Edinburgh⁠(d) din Scoția în 2008.
În septembrie 2017, Schulz a lansat independent primul său show de comedie 4:4:1 pe YouTube. În iunie 2018, Schulz a lansat al doilea său show - intitulat  5:5:1 - și a ajuns pe primul loc în topurile albumelor de comedie ale iTunes, Apple Music, Google Play și Amazon.  Acesta a ajuns pe primul loc în topul albumelor de comedie al Billboard⁠(d). În 2021, Schulz a lansat două extended play-uri sub numele Views from the Cis și Brilliant Idiot prin intermediul casei de discuri 800 Pound Gorilla Records⁠(d). Pe 25 iulie 2022, a lansat un alt show - Infamous - pe canalul său de YouTube intitulat.
Schulz a apărut în numeroase emisiuni ale canalului MTV2, inclusiv în Jobs That Don't Suck, Guy Code, Guy Court⁠(d), Girl Code⁠(d) și The Hook Up. În 2015, a jucat în serialul Benders. Au urmat roluri în Sneaky Pete (2015, 2017), There's Johnny!⁠(d) (2017) și Crashing⁠(d) (2018). De asemenea, a apărut în lungmetrajele The Female Brain⁠(d) (2017), Write When You Get Work⁠(d) (2018), No Safe Spaces⁠(d) (2019) și White Men Can't Jump⁠(d) (2023).
Un show Netflix în patru părți - intitulat Schulz Saves America - a avut premiera pe 17 decembrie 2020. Unii comentatori l-au acuzat de rasism din cauza glumelor sale în care îi învinuia pe asiatici⁠(d) de pandemia de COVID-19. O petiție online⁠(d) a fost creată pe MoveOn pentru a-i anula spectacolul.
Schulz este gazdă a două podcasturi pe Loud Speakers Network: The Brilliant Idiots⁠(d) și Flagrant. Acesta din urmă este găzduit împreună cu Akaash Singh⁠(d) și  Mark Gagnon.

## Viața personală
Pe 18 decembrie 2021, Schulz s-a căsătorit cu Emma Turner în Montecito, California⁠(d).

## Filmografie

### Film
| An   | Titlu                     | Rol                  | Note        |
| ---- | ------------------------- | -------------------- | ----------- |
| 2009 | American Depravity        | Kenny                | Scurtmetraj |
| 2010 | Strangers in the Snow     | The Boy              | Scurtmetraj |
| 2012 | Bronx Warrants            | Carlos               | Film TV     |
| 2014 | Today's Special           | Patrice              | Scurtmetraj |
| 2015 | Victor                    | Sal                  |             |
| 2017 | The Female Brain          | Andi                 | [ 22 ]      |
| 2018 | Write When You Get Work   | Mitchell Mullen Vega | [ 22 ]      |
| 2019 | Feast of the Seven Fishes | Angelo               |             |
| 2023 | You People                | Cousin Avi           |             |
| 2023 | White Men Can't Jump      | TJ                   |             |

### Televiziune
| An      | Titlu                           | Rol            | Note                                                           |
| ------- | ------------------------------- | -------------- | -------------------------------------------------------------- |
| 2011-15 | Guy Code                        | Andrew Schulz  | Rol principal                                                  |
| 2012-13 | Big Morning Buzz Live           | Andrew Schulz  | Rol episodic                                                   |
| 2013    | The Challenge                   | Andrew Schulz  | Episodil: "ChallengeMania: The Road to Rivals II"              |
| 2013    | Guy Court                       | Andrew Schulz  | Rol episodic                                                   |
| 2013-17 | Red Eye                         | Andrew Schulz  | Rol episodic                                                   |
| 2014    | Jobs That Don't Suck            | Andrew Schulz  | Gazdă                                                          |
| 2015    | Benders                         | Paul Rosenberg | Rol principal                                                  |
| 2015-17 | Sneaky Pete                     | Nathaniel      | Episodul: "Pilot" & "Safe"                                     |
| 2016    | Uncommon Sense with Charlamagne | Andrew Schulz  | Invitat: Sezonul 2                                             |
| 2016    | Guy Code vs. Girl Code          | Andrew Schulz  | Rol principal                                                  |
| 2016    | Acting Out                      | Andrew Schulz  | Episodul: "Episode #1.6"                                       |
| 2017    | There's... Johnny!              | Mitch          | Rol episodic                                                   |
| 2018    | Crashing                        | Andrew         | Episodul: "Bill Burr"                                          |
| 2018    | Fake News at Night              | Andrew Schulz  | Episodul: "Episode #1.10"                                      |
| 2019    | Something’s Burning             | Andrew Schulz  | Episodul: "Yannis Pappas & Andrew Schulz Make Matzo Ball Soup" |
| 2022    | That Damn Michael Che           | Andrew Schulz  | Episodul: "Black Mediocrity"                                   |

### Spectacole de comedie
| An   | Titlu                | Platformă   | Note        |
| ---- | -------------------- | ----------- | ----------- |
| 2017 | 4:4:1                | YouTube     | [ 16 ]      |
| 2018 | 5:5:1                | YouTube     | [ 16 ]      |
| 2020 | Schulz Saves America | Netflix     | [ 4 ] [ 5 ] |
| 2022 | Infamous             | Independent |             |

### Albume de comedie
| An   | Titlu                 | Platformă                             | Note        |
| ---- | --------------------- | ------------------------------------- | ----------- |
| 2021 | Views from the Cis EP | Pandora, Spotify, Apple Music, Amazon | [ 4 ] [ 5 ] |
| 2021 | Brilliant Idiot EP    | Pandora, Spotify, Apple Music, Amazon | [ 4 ] [ 5 ] |